# Léopold Victor Delisle

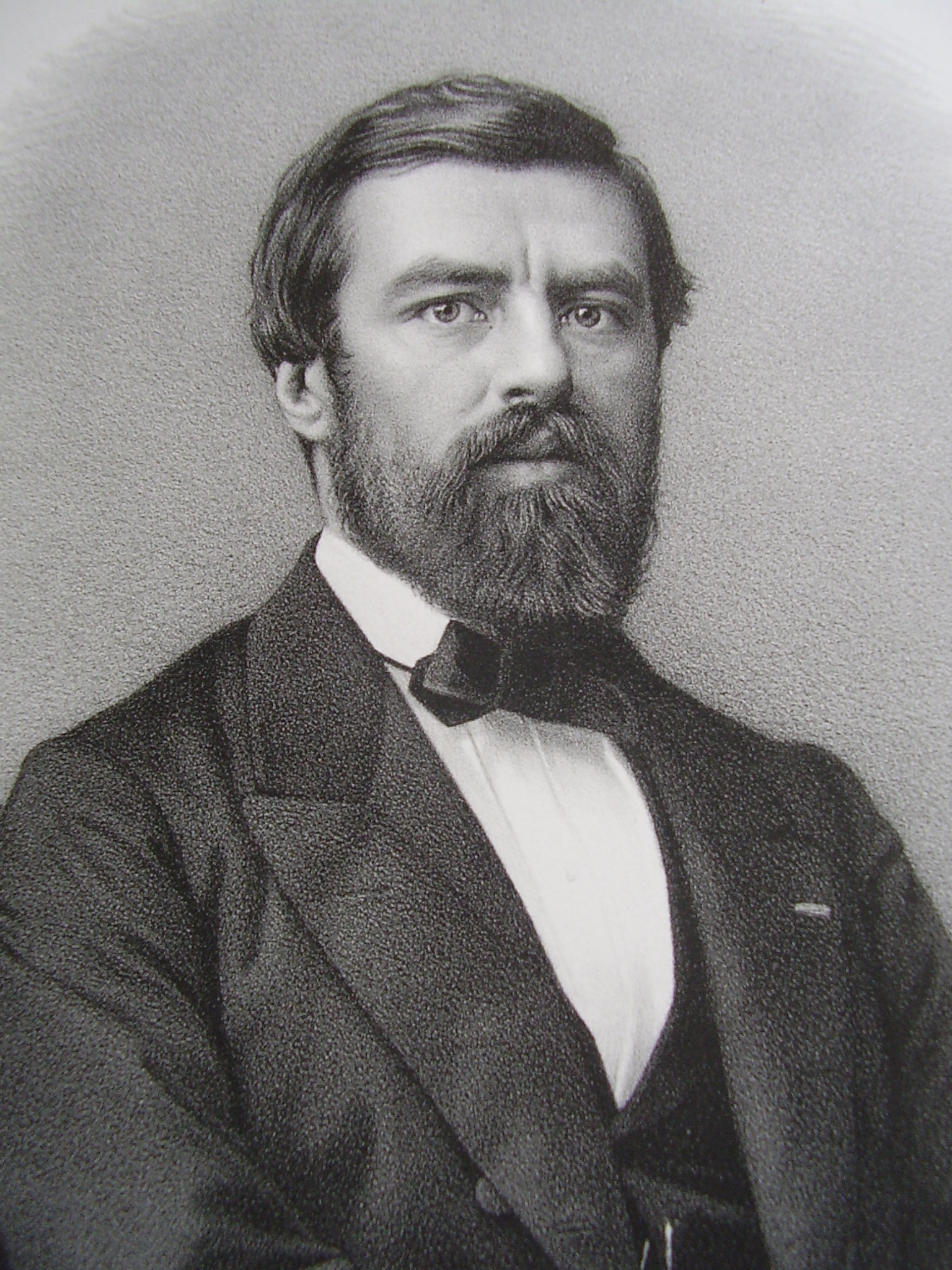
Léopold Delisle.

Léopold Victor Delisle (* 24. Oktober 1826 in Valognes; † 22. Juli 1910 in Chantilly) war ein französischer Historiker und Bibliothekar; er war administrateur général der Bibliothèque nationale de France von 1874 bis 1905.

## Anfänge
Léopold Delisle wuchs in Valognes auf, wo er den Historiker und Archäologen Charles de Gerville (1769–1853) traf, der ihn in die Arbeit mit den Manuskripten der mittelalterlichen Normandie einführte. Er schloss seine Studien an der École des Chartes 1849 mit einer Arbeit über die Steuereinnahmen in der Normandie im 12. Jahrhundert ab (Essai sur les revenus publics en Normandie au 12e siècle). Seine ersten Forschungen widmete er der Geschichte seiner Heimatregion, sein Werk über die Landwirtschaft in der Normandie im Mittelalter („Études sur la condition de la classe agricole et l’état de l’agriculture en Normandie au Moyen Âge“, 1851), das eine enorme Menge an Fakten aus den lokalen Archiven kondensiert, wurde 1905 unverändert neu herausgegeben und hat weiterhin Gültigkeit.
1852, im Alter von 26 Jahren, trat er ins Département des Manuscrits der Bibliothèque nationale ein. Bereits 1857 wurde er in die Académie des Inscriptions et Belles-Lettres gewählt. 1866 wurde er Mitglied der Göttinger Akademie der Wissenschaften, 1868 Mitglied der Académie des sciences, belles-lettres et arts de Rouen, 1875 assoziiertes Mitglied der Académie royale des Sciences, des Lettres et des Beaux-Arts de Belgique, 1876 auswärtiges Mitglied der Königlich Dänischen Akademie der Wissenschaften und 1877 der Bayerischen Akademie der Wissenschaften, 1892 korrespondierendes Mitglied der Russischen Akademie der Wissenschaften in St. Petersburg sowie 1907 der British Academy. Er arbeitete mit an den Bänden 22 bis 24 des Recueil des Historiens des Gaules et de la France.
Als die Regierung entschied, einen allgemeinen Katalog der Druckstücke der Nationalbibliothek herauszugeben, wurde Delisle als bereits anerkannter Autor derartiger Werke für dieses Großprojekt verantwortlich. Er stellte 1881 die vier Bände des Cabinet des manuscrits de la Bibliothèque impériale fertig.

## Die Bibliothèque nationale
1874 folgte er Jules-Antoine Taschereau (1801–1874) im Amt des administrateur général der Nationalbibliothek, das er bis 1905 innehatte. In seiner Amtszeit erwarb sie durch Geschenke, Stiftungen und Käufe, unter anderem einen Teil der Manuskripte des Earl of Ashburnham: er konnte zeigen, dass der überwiegende Teil der Manuskripte französischer Herkunft, die der Earl of Ashburnham in Frankreich gekauft hatte, vor allem jene des Buchhändlers Barrois, von Guglielmo Libri, Generalinspekteur der Bibliothek zur Zeit des Königs Louis-Philippe I., gestohlen worden waren, und publizierte anschließend den Catalogue des manuscrits des fonds Libri et Barrois (1888).
Am 8. März 1903 feierte er sein 50-jähriges Dienstjubiläum in den Nationalbibliothek, am 12. Februar 1905 ging er in den Ruhestand. Léopold Victor Delisle starb am 22. Juli 1910 in Paris und fand auf dem Friedhof Père-Lachaise seine letzte Ruhestätte (Division 59).

## Werke (Auswahl)
- Le cabinet des manuscrits de la Bibliothèque impériale; étude sur la formation de ce dépôt comprenant les éléments d’une histoire de la calligraphie de la miniature, de la reliure, et du commerce des livres à Paris avant l’invention de l’imprimerie, 3 vol. in fol., Paris, Imprimerie impériale, 1868–1881.
  - Tome 1
  - Tome 2
  - Tome 3
  - Tome 3bis : Planches
  - Tome 3 supplément : Liste des manuscrits cités
- Les cartulaires de la baronnie de Bricquebec, Saint-Lô, F. Le Tual, 1899
- Recueil des actes de Henri II, roi d’Angleterre et duc de Normandie, concernant les provinces françaises et les affaires de France, 3 vols., Paris, Impr. nationale, C. Klincksieck, 1916–1930
- Cartulaire normand de Philippe-Auguste, Louis VIII, saint Louis et Philippe le Hardi, Caen, Société des antiquaires de Normandie, 1882
- Actes normands de la Chambre des comptes sous Philippe de Valois (1328–1350), Rouen, A. le Brument, 1871
- Chronique de Robert de Torigni, abbé du Mont-Saint-Michel : suivie de divers opuscules historiques de cet auteur et de plusieurs religieux de la même abbaye : le tout publié d’après les manuscrits originaux, Rouen, A. Le Brument, Libraire de la Société de l’histoire de Normandie, 1872–1873
- Essai sur l’imprimerie et la librairie à Caen de 1480 à 1550, Caen, H. Delesques, 1891
- Les cartulaires de la baronnie de Bricquebec, Saint-Lô, F. Le Tual, 1899
- Fragments d’une chronique inédite relatifs aux événements militaires arrivés en Basse-Normandie de 1353 à 1389, Saint-Lô, F. Le Tual, 1895
- Études sur la condition de la classe agricole et l’état de l’agriculture en Normandie au Moyen Âge, Paris, H. Champion, 1903 New York, B. Franklin 1969, 1851
- Cartulaire normand de Philippe-Auguste, Louis VIII, Saint-Louis et Philippe-le-Hardi, Genève, Mégariotis, 1978, 1882
- Catalogue des livres imprimés ou publiés à Caen avant le milieu du XVIe siècle, Caen, L. Jouan, 1903–1904
- Instructions élémentaires et techniques pour la rédaction d’un catalogue de manuscrits et pour la rédaction d’un inventaire des incunables conservés dans les bibliothèques de France, Paris, H. Champion, 1910 (1e éd.: 1890)
- Instructions élémentaires et techniques pour la mise et le maintien en ordre des livres d’une bibliothèque, Lille, L. Danel, 1890.
- Littérature latine & histoire du Moyen Age, Paris, E. Leroux, 1890
- Mandements et actes divers de Charles V (1364–1380) recueillis dans les collections de la Bibliothèque Nationale, Paris, Imprimerie nationale, 1874
- Mélanges de paléographie et de bibliographie, Paris, Champion, 1880
- Mémoire sur les opérations financières des Templiers, Genève, Slatkine-Megariotis Reprints, 1975, 1889
- Notice sur les manuscrits du « Liber floridus » de Lambert, chanoine de Saint Omer, Paris, Impr. nationale, 1906
- Recherches sur la librairie de Charles V, roi de France, 1337–1380, Amsterdam, G. Th. van Heusden, 1967, 1907
- Rouleaux des morts du IXe au XVe siècle, Paris, Mme. Veuve J. Renouard, 1866

### Bibliografie
- Paul Lacombe: Bibliographie des travaux de M. Léopold Delisle, Paris, Imprimerie nationale, 1902, XXXVIII-511 S., Supplément (1902–1910), Paris, H. Leclerc, 1911. In-4 ̊, XXIV-87 S.
- Yann Potin: Le dernier garde de la librairie du Louvre. I : Léopold Delisle et son édition des inventaires, in: Gazette du Livre médiéval, 36 (2000), S. 36–42
- Yann Potin: Le dernier garde de la librairie du Louvre. II : Éditions de catalogues et publication de sources au XIXe siècle, in: Gazette du Livre médiéval, 37 (2000), S. 1–8